# چینو (کلمبیا)
چینو (کلمبیا) (به اسپانیایی: Chinú) یک سکونتگاه مسکونی در کلمبیا است که در بخش کوردوبا واقع شده‌است.